# Monroe City (Missouri)
Monroe City – miasto w Stanach Zjednoczonych, w stanie Missouri, w hrabstwie Monroe.